# Суперкуп Југославије у фудбалу
Суперкуп Југославије је био фудбалски куп Социјалистичке Федеративне Републике Југославије који се одржавао у организацији Фудбалског савеза Југославије. Одигравао се између првака државе и освајача националног купа.

## Финала

### Двокружни формат
| Година | Победник                     | Финалиста                    | Резултати |
| ------ | ---------------------------- | ---------------------------- | --------- |
| 1969   | Црвена звезда (шампион)      | Динамо Загреб (освајач купа) | 4–1, 2–1  |
| 1971   | Црвена звезда (освајач купа) | Хајдук Сплит (шампион)       | 1–0, 4–2  |

### Једнокружни формат
| Година | Победник                | Финалиста           | Резултат       | Стадион                     |
| ------ | ----------------------- | ------------------- | -------------- | --------------------------- |
| 1989   | Партизан (освајач купа) | Војводина (шампион) | 2–2 (5–4 пен.) | Стадион Карађорђе, Нови Сад |